# Heuliez GX 327
L'Heuliez Bus GX 327 est un autobus standard à plancher bas fabriqué et commercialisé par le constructeur français Heuliez Bus de 2004 à 2014. Les versions midibus et articulé ont également été disponibles, nommés GX 127 et GX 427. Ils font tous partie de la gamme Access'Bus.
Il a été lancé avec un moteur Diesel ayant la norme européenne de pollution Euro 3 puis au fil des années a été amélioré jusqu'à la norme Euro 5 - EEV.
Le GX 327 remplace l'Heuliez GX 317 et a été remplacé par l'Heuliez GX 337.

## Historique
Il a été commercialisé entre 2005 et 2014 et succède au GX 317.
- Juin 2004 : présentation à Paris au Salon Européen de la Mobilité[2].
- 2005 : lancement du modèle.
- 2014 : arrêt définitif du modèle.

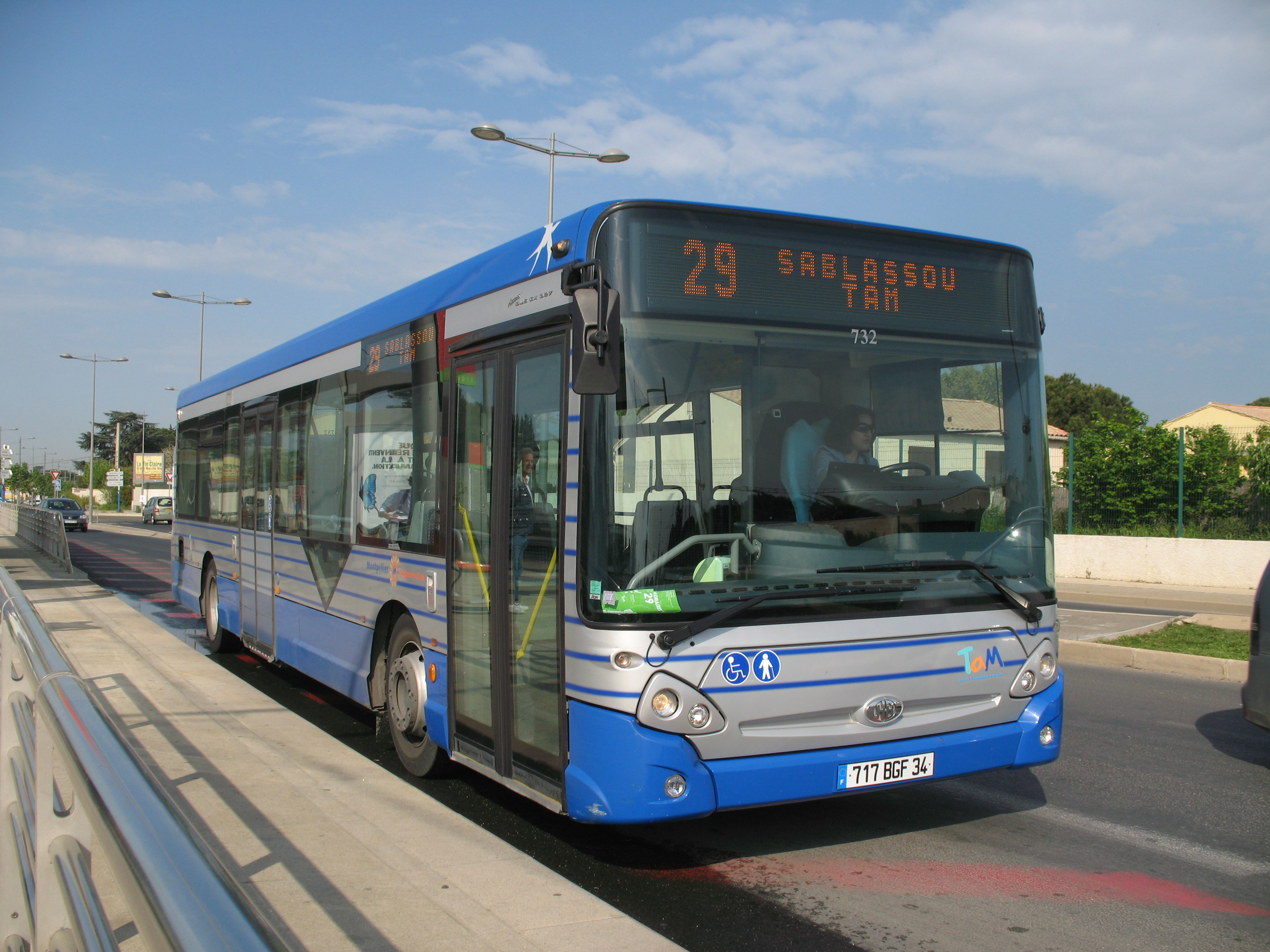
Un GX 327 de Montpellier.
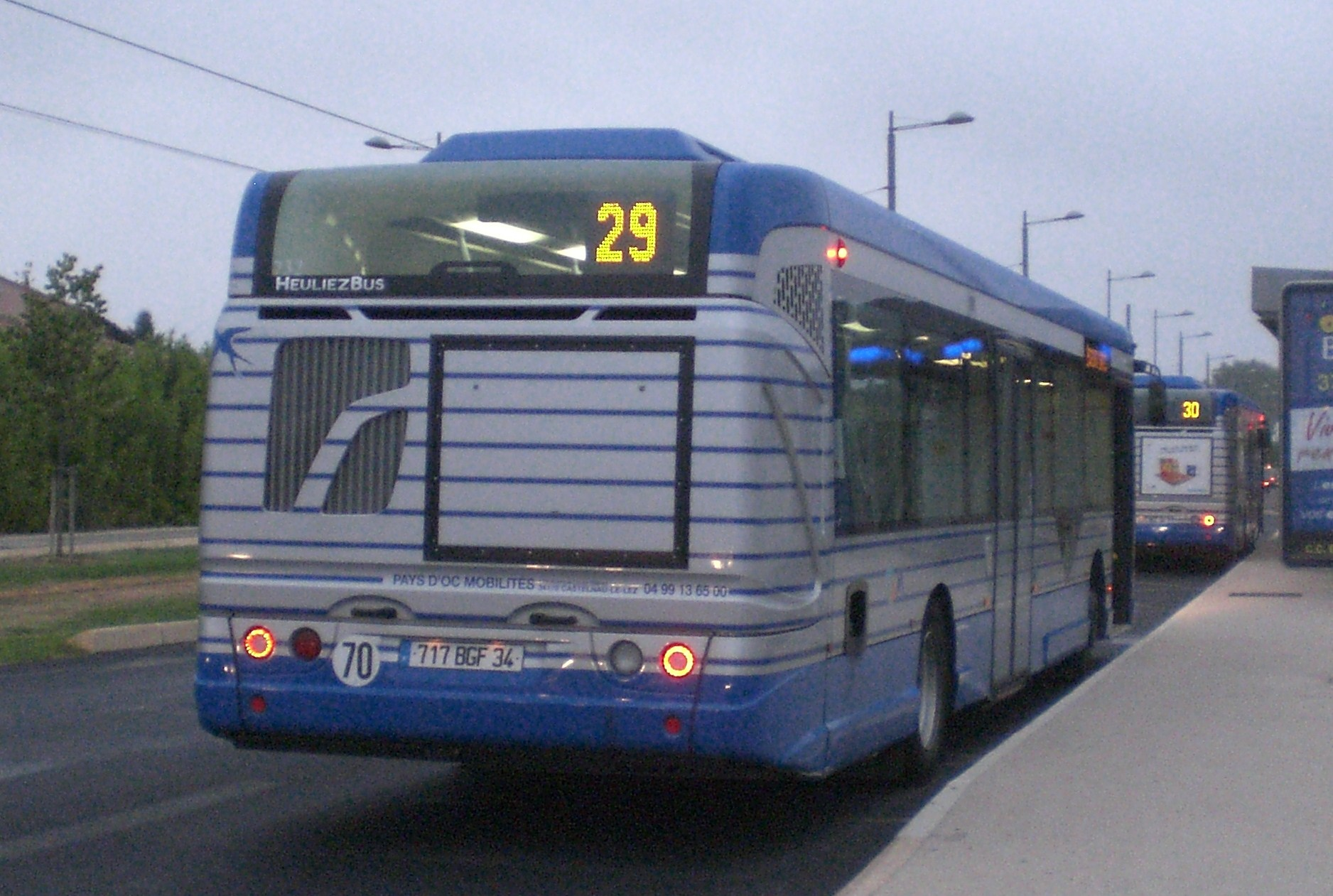
Un GX 327 de Montpellier.
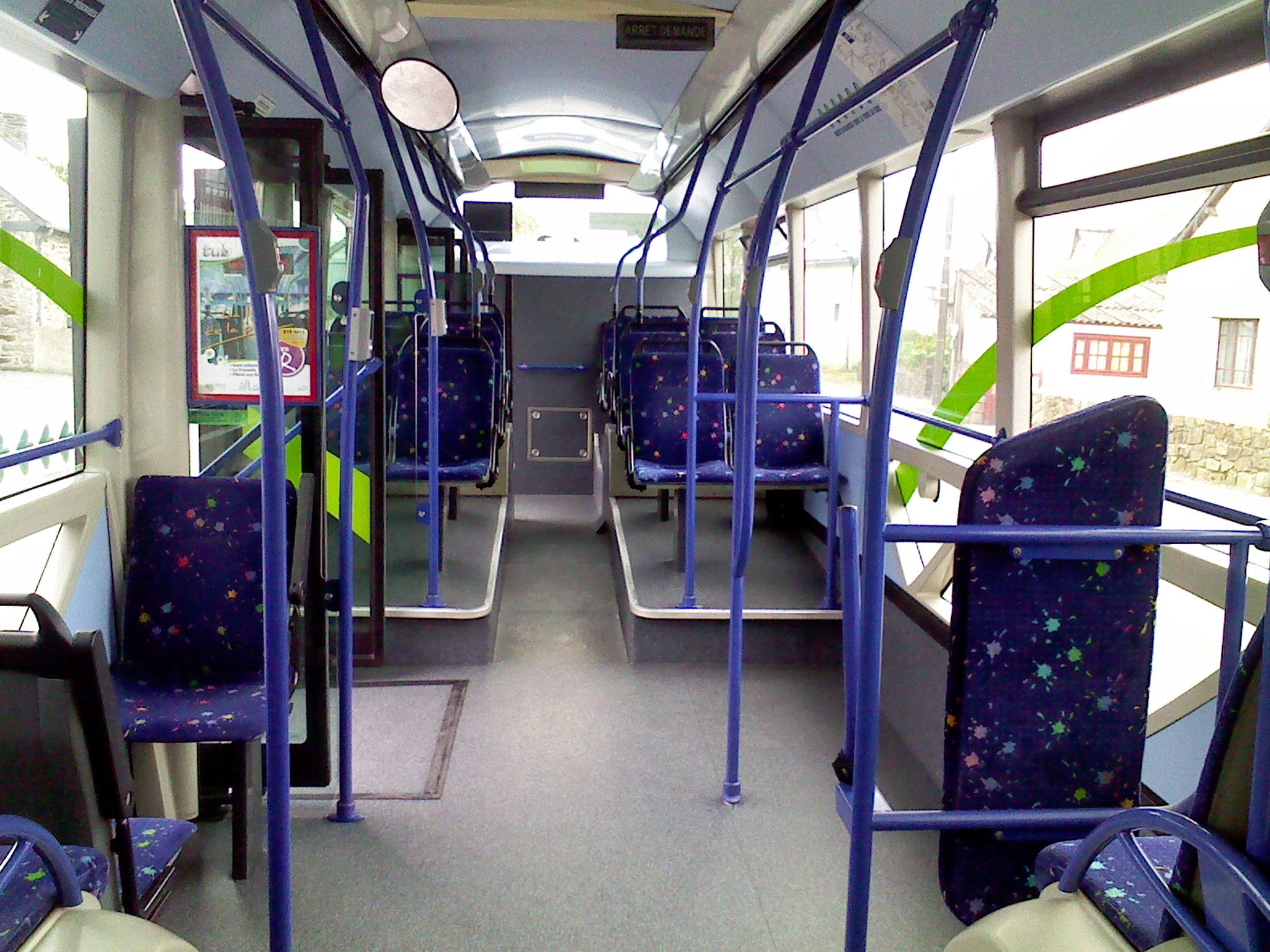
Vue intérieur.
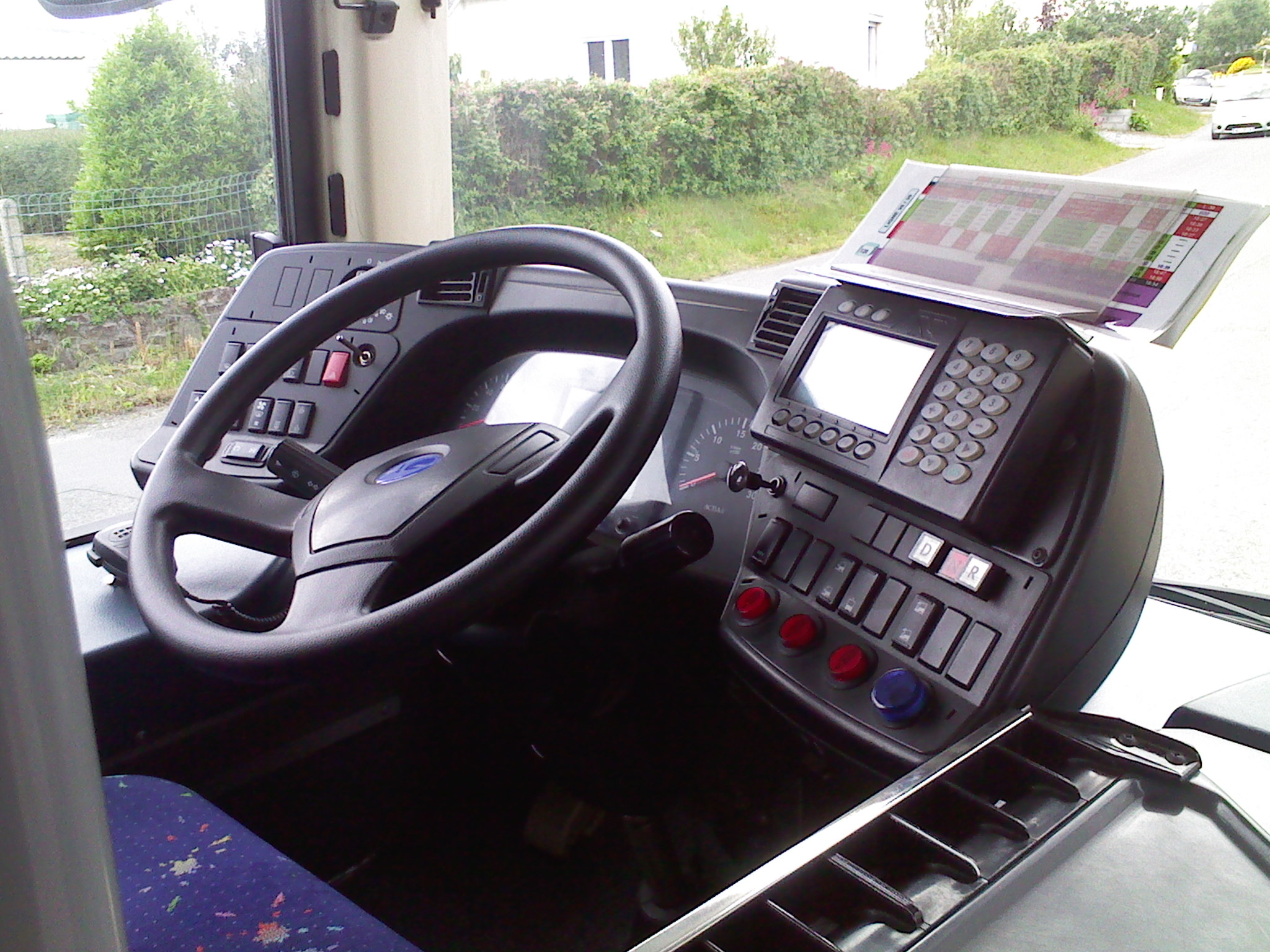
Poste de conduite.

### Résumé du GX 327
| Générations                      | Production | Dérivés de chez Heuliez Bus | Modèles similaires                                                    |
| -------------------------------- | ---------- | --------------------------- | --------------------------------------------------------------------- |
| Heuliez Bus GX 327 (2005 - 2014) |            | GX 127 ; GX 427             | Irisbus Citelis ; Mercedes-Benz Citaro C1 facelift ; Van Hool NewA330 |

## Générations
Le GX 327 a été produit avec trois générations de moteurs Diesel :
- Euro 3 : construits de 2005 à 2006.
- Euro 4 : construits de 2006 à 2009.
- Euro 5 : construits de 2009 à 2013.

Il a été proposé à la vente avec un moteur au GNV, nommé GX 327 GNV. On peut remarquer que le modèle GNV a une "longue bosse" sur le toit pour les bouteilles de gaz. Une version hybride a également été produit.

## Les différentes versions

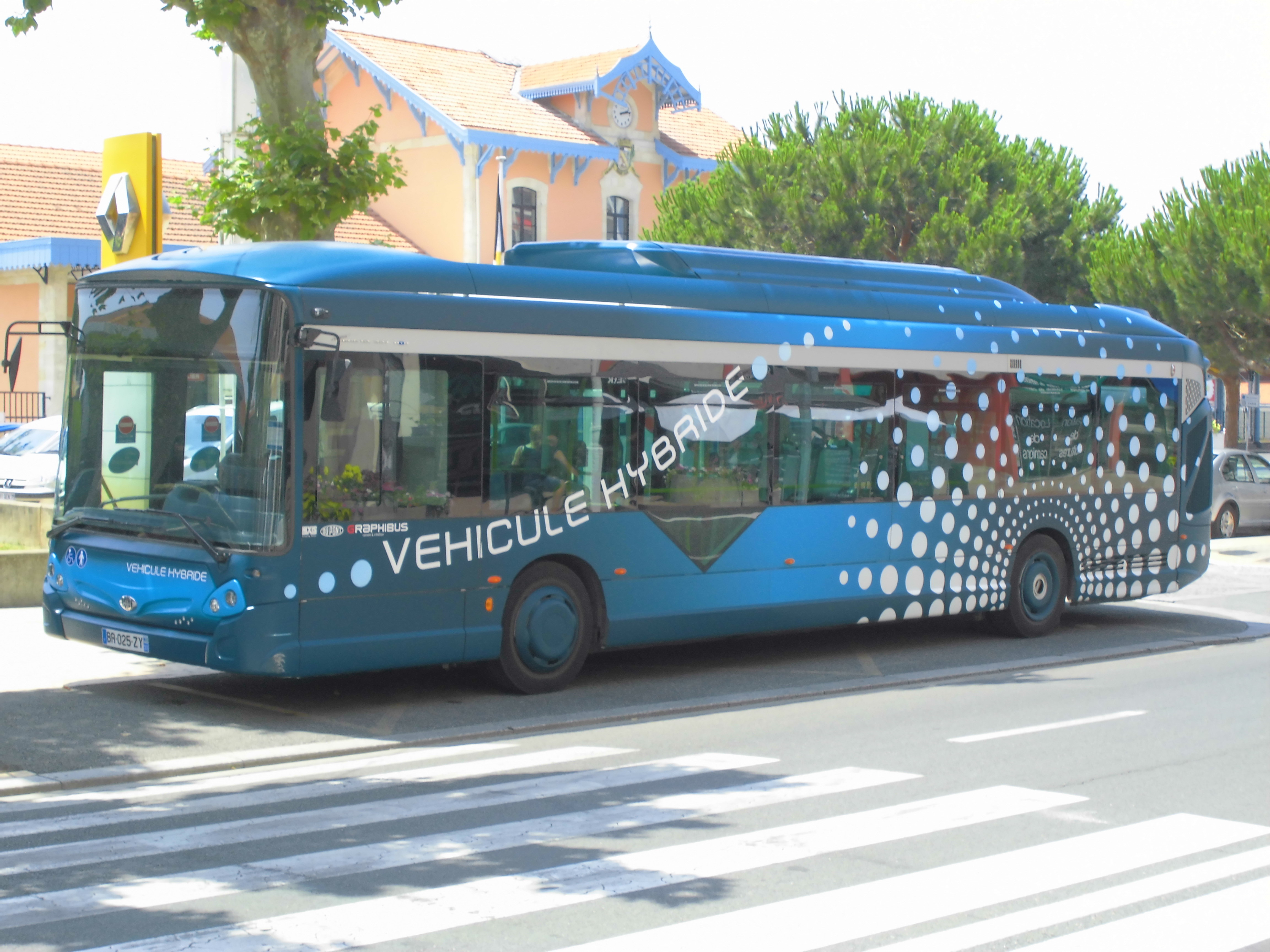
Heuliez Bus GX 327 HYB.

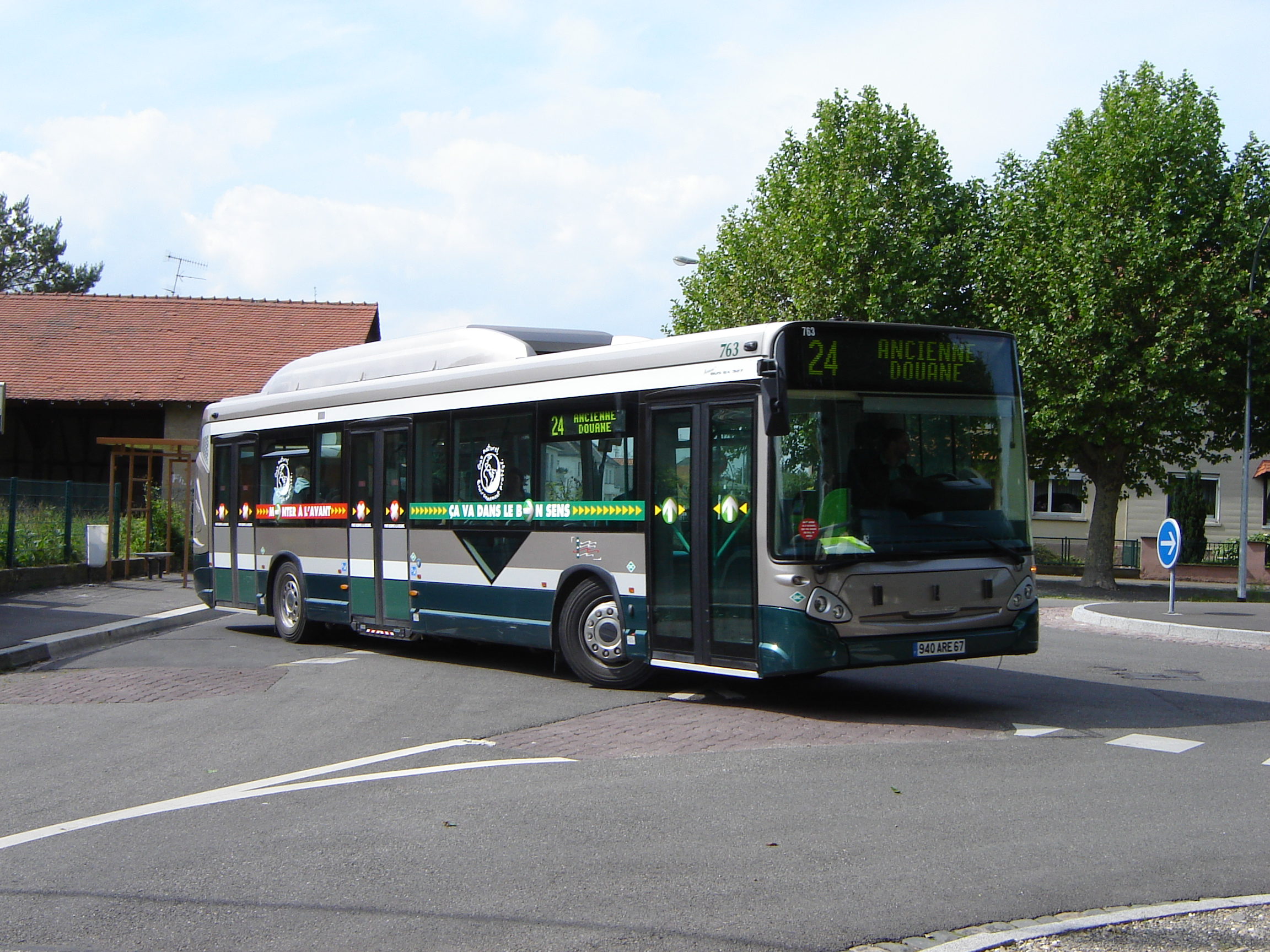
Heuliez GX 327 GNV.

- Heuliez Bus GX 327 Access'Bus : équipé d'un moteur Diesel et disponible en version deux ou trois portes[2].
- Heuliez Bus GX 327 GNV Access'Bus : équipé d'un moteur GNV et disponible en version deux ou trois portes[3].
- Heuliez Bus GX 327 HYB Access'Bus : équipé d'un moteur hybride et disponible en version deux ou trois portes[4].
- Heuliez Bus GX 327 BHNS Access'Bus : cette version est le haut de gamme du GX 327. La plupart des options sont intégrées au véhicule tels que les acrotères au pavillon, les carénages de roues, le pavillon vitré Lumi'Bus, les baies triangulaires en partie basse, l'option Lampa'Bus et l'intégration de systèmes d'information et de vidéo surveillance. Tout comme le modèle de base, il est disponible en version diesel, hybride ou GNV[2]. BHNS = Bus à Haut Niveau de Service.
- Irisbus GX 327 : version commercialisé hors France. Uniquement le nom change ainsi que le logo de la calandre.

## Caractéristiques

### Dimensions

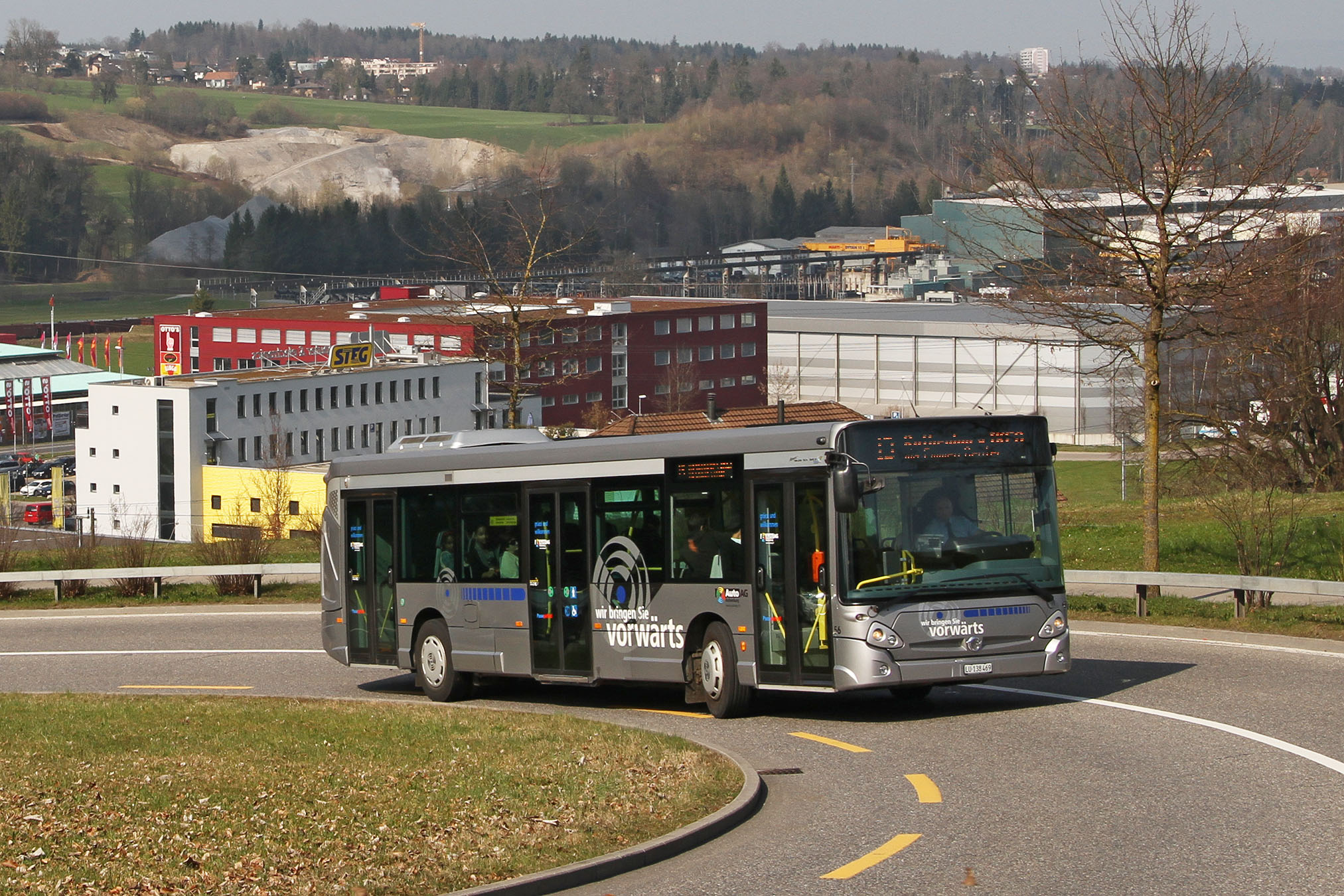
Irisbus GX 327.

|                                   | Heuliez Bus GX 327 Diesel Irisbus GX 327 Diesel | Heuliez Bus GX 327 HYB        | Heuliez Bus GX 327 GNV                   |
| --------------------------------- | ----------------------------------------------- | ----------------------------- | ---------------------------------------- |
| Longueur                          | 12 040 mm                                       | 12 040 mm                     | 12 040 mm                                |
| Largeur (sans rétroviseurs)       | 2 550 mm                                        | 2 550 mm                      | 2 550 mm                                 |
| Hauteur (sans climatisation)      | 2 910 mm                                        |                               | 3 232 mm                                 |
| Empattement                       | 6 120 mm                                        | 6 120 mm                      | 6 120 mm                                 |
| Porte-à-faux                      | AV : 2 715 mm ; AR : 3 205 mm                   | AV : 2 715 mm ; AR : 3 205 mm | AV : 2 715 mm ; AR : 3 205 mm            |
| Rayon de braquage                 |                                                 |                               |                                          |
| Angle d’attaque / Fuite           |                                                 |                               |                                          |
| Masse à vide*                     |                                                 |                               |                                          |
| P.T.A.C.                          | 19 000 kg                                       | 19 000 kg                     | 19 000 kg                                |
| Capacité : assis + debout = maxi* |                                                 |                               |                                          |
| Portes                            | 2 ou 3                                          | 2 ou 3                        | 2 ou 3                                   |
| Hauteur du plancher               | 320 mm                                          | 320 mm                        | 320 mm                                   |
| Réservoir à combustible           | Diesel : 255 ou 285 l AUS 32 : 18 ou 21 l       |                               | Gaz : 8 réservoirs de 155 l soit 1 240 l |

* = variable selon l'aménagement intérieur.

### Motorisations

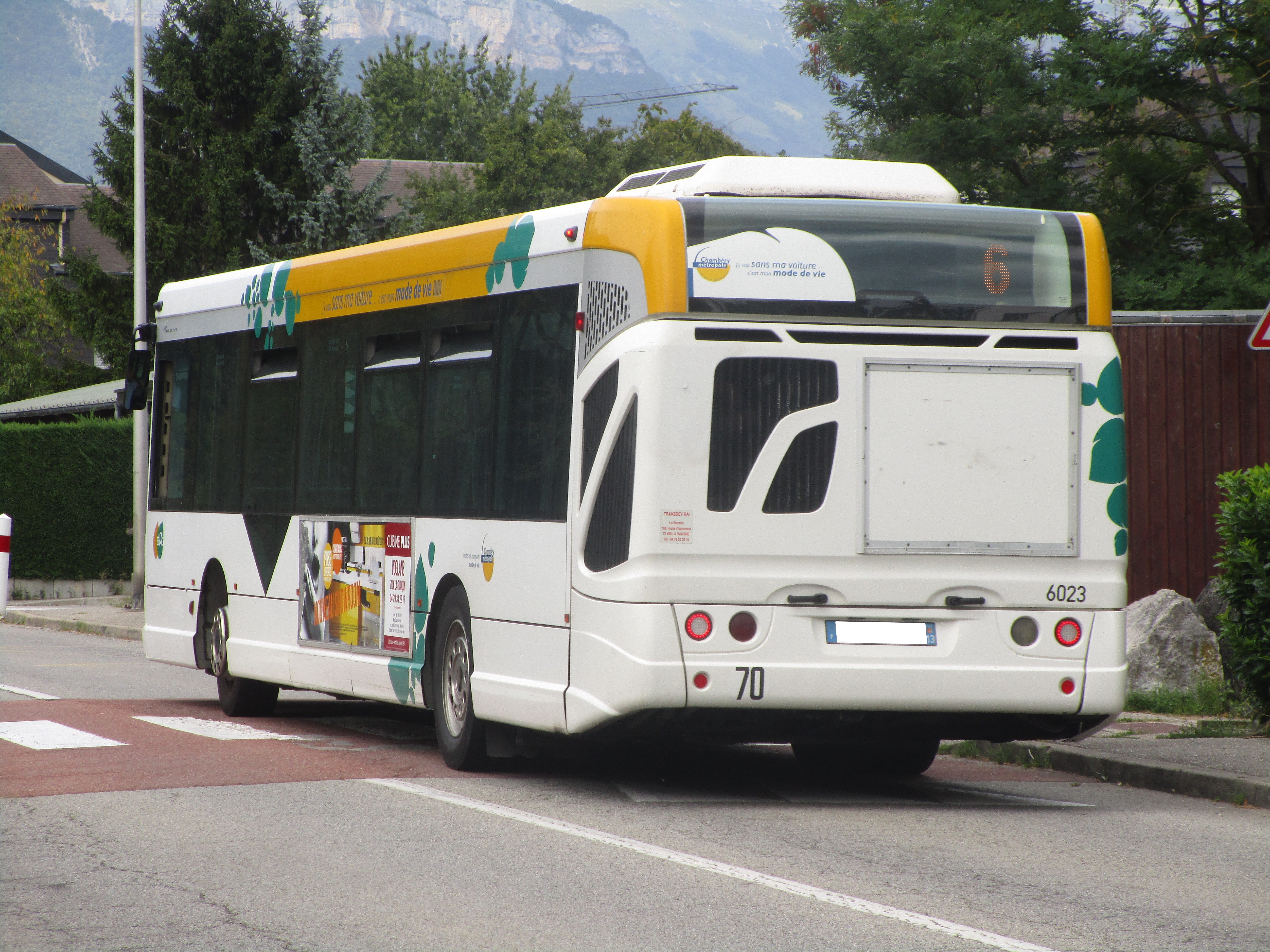
Vue arrière d'un GX 327 Diesel.

Le GX 327 a eu plusieurs motorisations au fil des années de sa production et en fonction des différentes normes européennes de pollution. Il en a eu en tout dix de disponibles dont quatre en diesel, quatre au gaz et deux hybrides. Plus aucun n'est disponible car plus commercialisées.
- Du côté des moteurs Diesel :
  - l'Iveco Cursor 8 (Euro 3, Euro 4 puis Euro 5 - EEV) six cylindres en ligne de 7,8 litres avec turbocompresseur développant 245 ch.
  - l'Iveco Cursor 8 (Euro 3, Euro 4 puis Euro 5 - EEV) six cylindres en ligne de 7,8 litres avec turbocompresseur développant 290 ch.
- Du côté des moteurs au gaz (GNV) :
  - l'Iveco Cursor 8 CGN (Euro 3, Euro 4 puis Euro 5 - EEV) six cylindres en ligne de 7,8 litres avec turbocompresseur développant 209 ch.
  - l'Iveco Cursor 8 CGN (Euro 3, Euro 4 puis Euro 5 - EEV) six cylindres en ligne de 7,8 litres avec turbocompresseur développant 272 ch.
- Du côté des moteurs Hybride Diesel :
  - l'Iveco Tector 6 Hybride (Euro 4 puis Euro 5 - EEV) six cylindres en ligne de 5,9 litres avec turbocompresseur développant ?ch.

Ils ont tous été équipés d'une boite de vitesses ZF ou VOITH à 4 ou 6 rapports.
| Modèle              | Construction | Moteur + Nom                        | Norme Euro          | Cylindrée         | Performance                    | Couple               | Vitesse maxi | Consommation + CO2    |
| GX 327 (ZF - VOITH) | 2005 - 2009  | 6 cylindres en ligne Iveco Cursor 8 | Euro 4 Euro 5 - EEV | 7 800 cm3 (7,8 L) | 180 kW (245 ch) à 2 500 tr/min | ... N m à ... tr/min | 70 km/h      | ... l/100 km ... g/km |
| GX 327 (ZF - VOITH) | 2005 - 2009  | 6 cylindres en ligne Iveco Cursor 8 | Euro 4 Euro 5 - EEV | 7 800 cm3 (7,8 L) | 213 kW (290 ch) à 2 500 tr/min |                      |              |                       |

| Modèle                  | Construction | Moteur + Nom                        | Norme Euro          | Cylindrée         | Performance                    | Couple               | Vitesse maxi | Consommation + CO2    |
| GX 327 GNV (ZF - VOITH) | 2005 - 2009  | 6 cylindres en ligne Iveco Cursor 8 | Euro 4 Euro 5 - EEV | 7 800 cm3 (7,8 L) | 154 kW (209 ch) à 2 500 tr/min | ... N m à ... tr/min | ... km/h     | ... l/100 km ... g/km |
| GX 327 GNV (ZF - VOITH) | 2005 - 2009  | 6 cylindres en ligne Iveco Cursor 8 | Euro 4 Euro 5 - EEV | 7 800 cm3 (7,8 L) | 200 kW (272 ch) à 2 500 tr/min |                      |              |                       |

| Modèle           | Construction | Moteur + Nom                        | Norme Euro          | Cylindrée         | Performance                  | Couple               | Vitesse maxi | Consommation + CO2    |
| GX 327 HYB (CVT) | 2010 - 2013  | 6 cylindres en ligne Iveco Tector 6 | Euro 4 Euro 5 - EEV | 5 900 cm3 (5,9 L) | ... kW (... ch) à ... tr/min | ... N m à ... tr/min | ... km/h     | ... l/100 km ... g/km |

### Châssis et carrosserie
Il est construit sur un châssis d'Irisbus Citelis 12 produit et assemblé dans l'usine d'Annonay. La carrosserie est produite dans l'usine Heuliez Bus de Rorthais.

### Options et accessoires

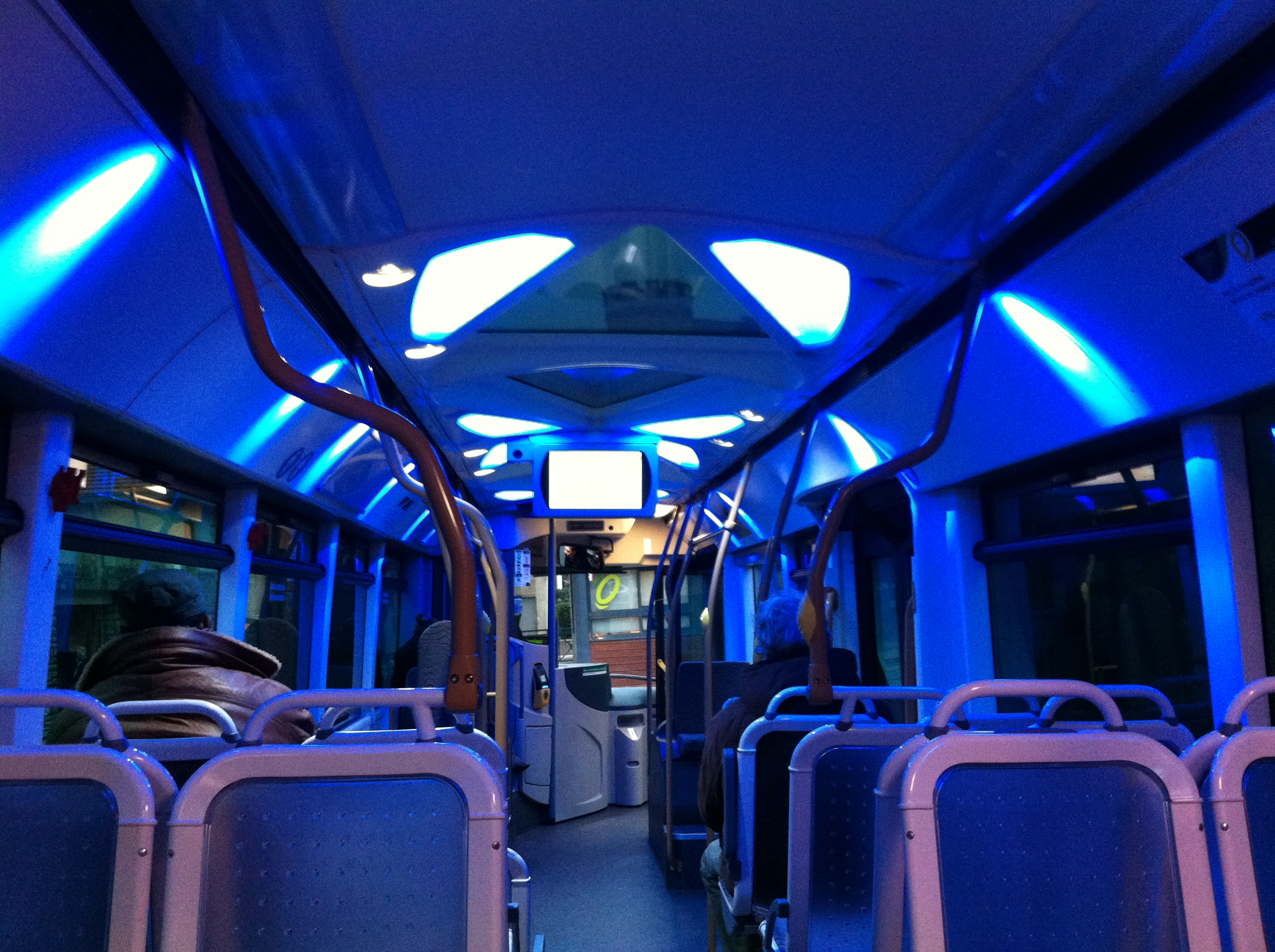
Éclairages d'ambiance Lampa'bus.

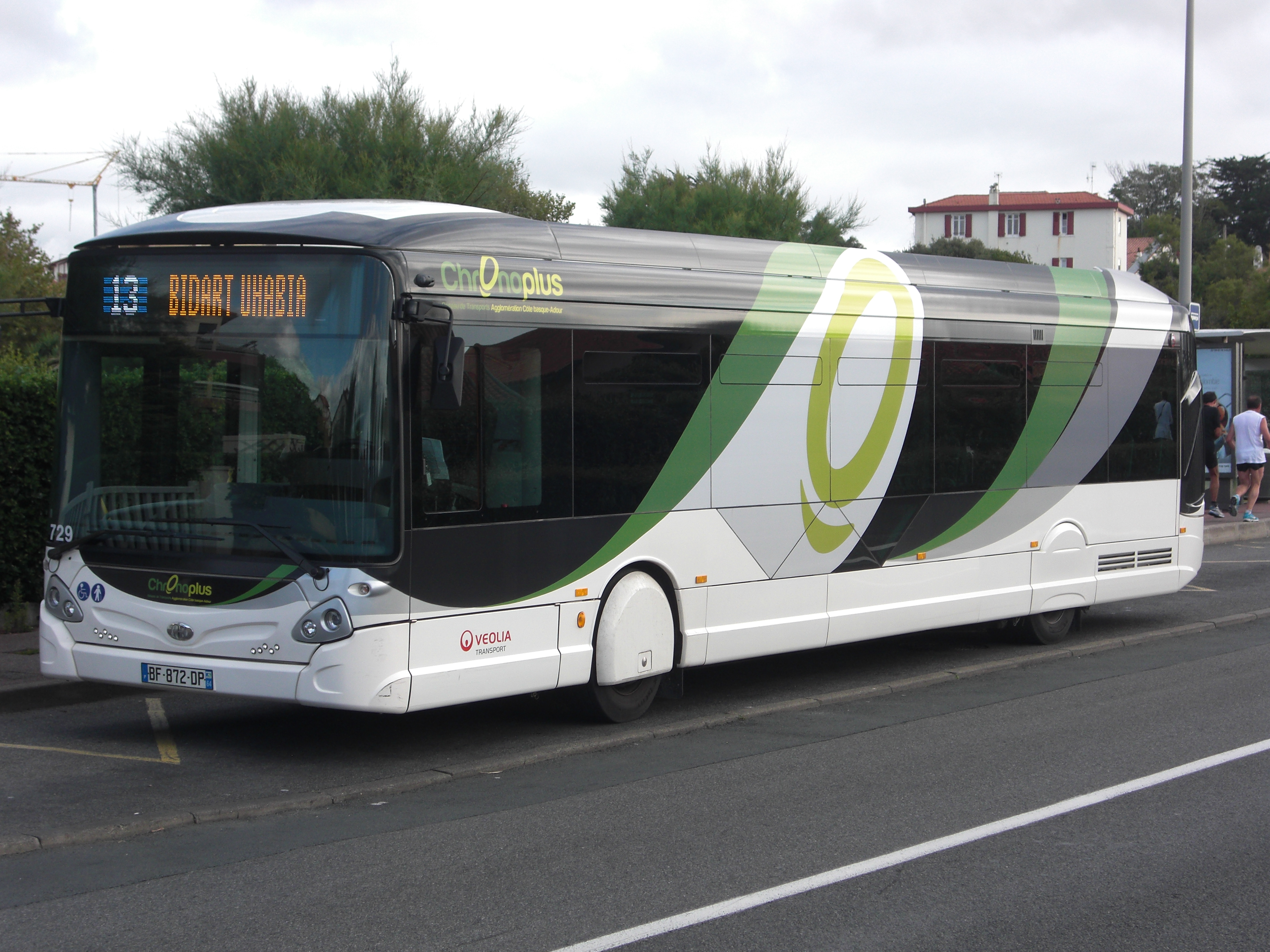
Heuliez Bus GX 327 BHNS.

De nombreuses options sont disponibles, :
Options extérieures
- Feux diurne placés sur la calandre avant ;
- Ajout d'un 3e feu stop ;
- Rampe d'accès électrique pour les personnes en fauteuil roulant ;
- Seconde porte coulissante et non louvoyante ;
- Ajout d'une 3e porte ;
- Carénages ou enjoliveurs de roues.

Options intérieures
- Différentes implantations des sièges ;
- Différentes textures pour la sellerie ;
- Baies panoramiques en partie basse, à hauteur de l'emplacement destiné aux personnes en fauteuil roulant ;
- Pavillon vitré Lumi'bus sur la partie centrale ;
- Éclairages d'ambiance Lampa'bus, éclairant indirectement les voussoirs ainsi que le plafond ;
- Climatisation intégrale ou uniquement pour le conducteur ;
- Caméras de vidéosurveillance.